# Slamkrypare (redskap)
Slamkrypare är en maskin för att sjösätta eller ta upp båtar. Den utgörs av en självgående vagn eller "vagga" som kan köras ned i vattnet med hjälp av en sjösättningsramp och lyfta båtarna, för att därefter köra dem på land till anvisade uppställningsplatser där båtarna lyfts ner på stöttor.
Slamkryparen har inledningsvis används i svenska kustartilleriet/amfibiekåren för sjösättning av bland annat Stridsbåt 90E/Stridsbåt 90H, men har senare blivit populära bland båtklubbar.
Slamkryparen har namngivits efter den amfibiska fisken slamkrypare. Då produkten nu har börjat att säljas internationellt har namnet bytts från Slamkrypare till Sublift